# NGC 1796
NGC 1796 је спирална галаксија у сазвежђу Златна риба која се налази на NGC листи објеката дубоког неба.
Деклинација објекта је - 61° 8' 23" а ректасцензија 5h 2m 42,8s. Привидна величина (магнитуда) објекта NGC 1796 износи 12,1 а фотографска магнитуда 12,9. Налази се на удаљености од 10,6000 милиона парсека од Сунца. NGC 1796 је још познат и под ознакама ESO 119-30, AM 0507-611, IRAS 05021-6112, PGC 16617.